# ティトゥス・ブランズマ

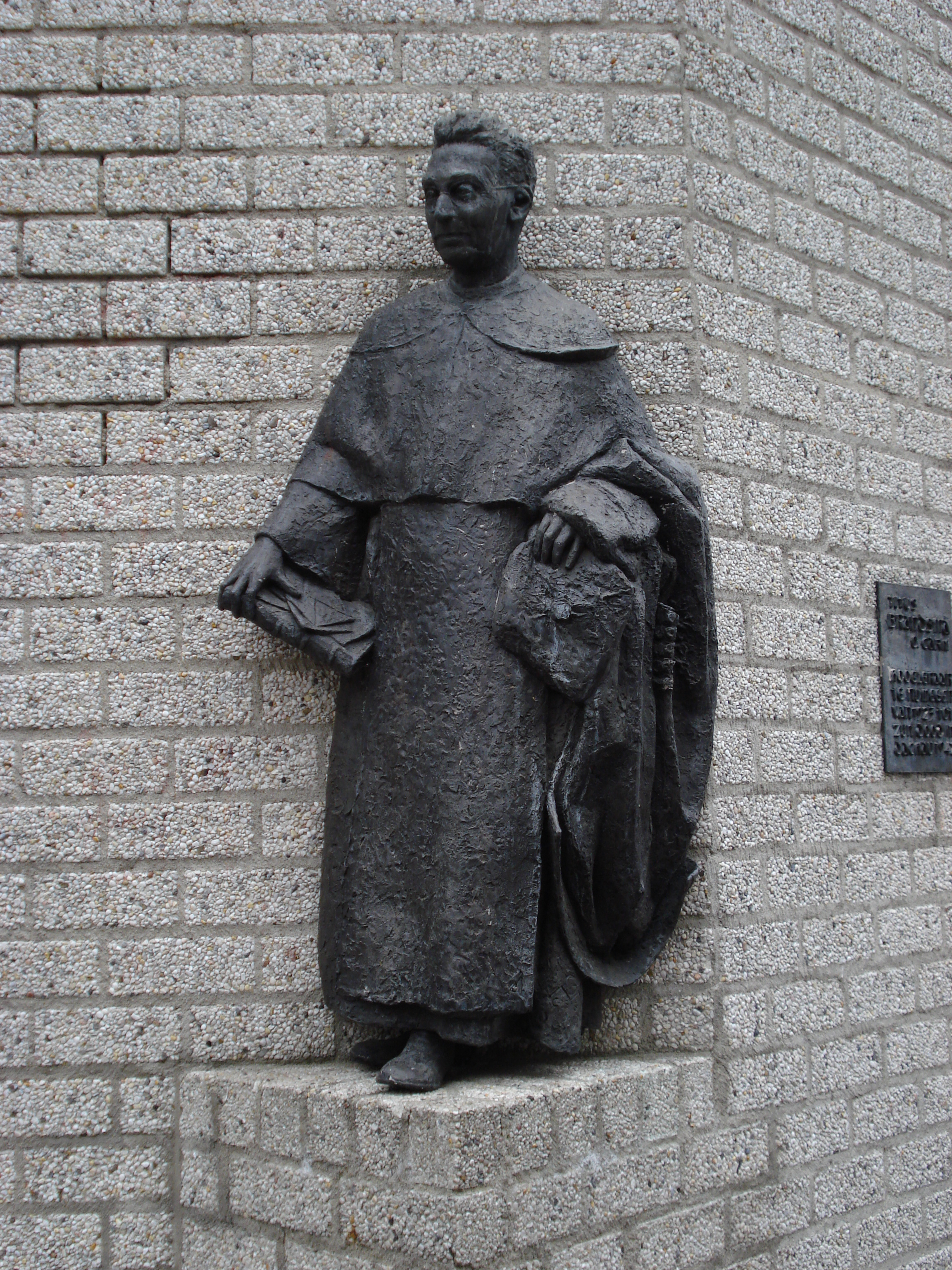
ティトゥス・ブランズマ像　ナイメーヘンにて

ティトゥス・ブランズマ（Titus Brandsma, 1881年2月23日 - 1942年7月26日）は、オランダのカルメル会の司祭、殉教者、カトリック教会の聖人、ジャーナリスト、ホロコースト犠牲者である。

## 生涯
ティトゥスはオランダのフリースラントで少数のカトリック教会の信者の家族として生まれる。幼少の頃から司祭に憧れ、1898年、17歳で履足カルメル会（跣足カルメル会誕生以前の形態を残す修道会）に入会、1905年、司祭に叙階された。その間、改革者で跣足カルメル会創立者であるアビラのテレサの著書に親しみ、研究に注ぐことになる。1909年、ローマのグレゴリアン大学で哲学博士号を取得し、帰国後は教鞭を取り、1923年、ナイメーヘンにカトリック大学の創立に協力し、また、ジャーナリストとしての才能を発揮しあらゆる分野で活躍をした。司祭としての役目も忘れずに神学生の養成、霊的指導にもあたり、台頭してきたナチスに抵抗し非難した。
1942年1月、彼はナチスによって反逆罪として逮捕され、各地の収容所に転々とされた。その間、ブランズマはテレサの伝記、黙想書、詩を手がけたがほとんどが未完となっている。同年7月26日、彼はダッハウ収容所で処刑された。彼は殉教者として1985年11月3日、ローマ教皇ヨハネ・パウロ2世によって列福され、2022年5月15日、ローマ教皇フランシスコによって列聖された。